# Euphaea pahyapi
Euphaea pahyapi – gatunek ważki z rodziny Euphaeidae.